# Ulrich al II-lea, Duce al Carintiei
Ulrich al II-lea (n.c. 1176 – d. 10 august 1202) aparținând Casei de Spanheim, a fost duce al Carintiei între 1181 și 1202. 

## Biografie
Ulrich a fost fiul cel mare al ducelui Herman al II-lea de Carintia și al soției sale Agnes, fiica ducelui Henric Jasomirgott al Austriei și fostă regină consoartă a Ungariei.
Prin urmare, nu s-a putut opune când conducătorul Stiriei, Otakar s-au stins și Leopold a încheiat Pactul de la Georgenberg din 1186 cu Ottokar al IV-lea pentru a-și rezerva dreptul de succesiune Casei de Babenberg. Unchiul său patern a fost Pellegrino de Ortenburg-Spanheim, patriarhul Aquileiei între 1195 și 1204. În 1192 a făcut o donație Abației San Paolo. 
În 1181, la moartea tatălui său, Ulrich l-a succedat ca duce al Carintiei, dar fiind încă minor unchiul său pe linie maternă, ducele Leopold al V-lea Babenberg i-a devenit tutore. Aflat sub tutelă, el nu a putut ridica pretenții în numele Casei de Spanheim privind moștenirea ultimului duce de Traungau din Stiria și nu s-a putut opune atunci când în 1186 tutorele său a încheiat Pactul de la Georgenberg cu Ottokar al IV-lea pentru a-și rezerva dreptul de succesiune în numele Casei de Babenberg.
În 1194 Ulrich al II-lea a ieșit de sub tutelă și a cârmuit el însuși, fiind la fel ca predecesorii săi, susținătorul dinastiei Hohenstaufen (Staufer). În 1197 a luat parte la cruciada împăratului Henric al VI-lea în Țara Sfântă. Cruciada s-a încheiat după cucerirea orașelor Sidon și Beirut. Împăratul Henric al VI-lea a murit la Messina în octombrie 1197. Când au aflat vestea morții sale, mulți dintre nobilii cruciați s-au întors în imperiu pentru a-și proteja interesele în viitoarele alegeri imperiale.
Întors în imperiu Ulrich a participat la alegerea lui Filip al Suabiei în 1198. El s-a îmbolnăvit de lepră la scurt timp după aceea și a devenit incapabil să guverneze. Bernard, fratele său mai mic  a devenit regent. Ulrich este menționat în donația făcută de Ulrich mănăstirii Sf. Gheorghe pe 31 martie 1199.
Succesorul său în 1202 ca duce al Carintiei a fost fratele său, Bernard de Spanheim. 